# Lepiksaare
Koordinaten: 58° 57′ N, 26° 50′ O
Lepiksaare ist ein Dorf (estnisch küla) in der Landgemeinde Avinurme (Avinurme vald). Es liegt im Kreis Ida-Viru (Ost-Wierland).
Das Dorf hat 19 Einwohner (Stand 2010).